# Чистовский сельский округ
Чистовский сельский округ (каз. Чистов ауылдық округі) — административная единица в составе района Магжана Жумабаева Северо-Казахстанской области Казахстана. Административный центр — село Чистовское. Аким Чистовского сельского округа — Хасенов Рашид Тюлюевич.
Население — 1980 человек (2009, 2415 в 1999, 3637 в 1989).

## Образование
В сельском округе функционируют две школы. В Чистовской средней школе имеется интернат на 50 мест. Функционирует мини-центр. В Пролетарской начальной школе имеется мини-центр на 25 мест.
В округе функционируют 3 центра досуга, 3 сельские библиотеки.

## Здравоохранение
Имеются 1 врачебная амбулатории, 2 медицинских пункта, аптека, работает зубоврачебный кабинет.

## Состав
В 2013 году в состав округа вошла часть территории ликвидированного Пролетарского сельского округа (села Пролетарка, Тельманово). Село Моховое ликвидировано в 2013 г. 21 июня 2019 года было ликвидировано село Тельманово.
В состав округа входят такие населенные пункты:
| Населенный пункт | Население, человек (1989) | Население, человек (1999) | Население, человек (2009) |
| ---------------- | ------------------------- | ------------------------- | ------------------------- |
| Моховое, село    | 182                       | 144                       | 9                         |
| Пролетарка, село | 701                       | 563                       | 428                       |
| Тельманово, село | 141                       | 81                        | 33                        |
| Тищенко, село    | 361                       | 227                       | 151                       |
| Украинка, село   | 123                       | 92                        | 62                        |
| Урожайное, село  | 469                       | 280                       | 188                       |
| Чистовское, село | 1660                      | 1109                      | 1109                      |